# Atsushi Matsuura
Atsushi Matsuura (松浦 淳 Matsuura Atsushi?, nacido el 10 de enero de 1982 en Hiroshima) es un exfutbolista japonés. Jugaba de delantero y su único club fue el Mito HollyHock de Japón.

## Trayectoria

### Clubes
| Club           | País  | Año  |
| -------------- | ----- | ---- |
| Mito HollyHock | Japón | 2004 |